# فانا كويولا
فانا كويولا (بالإنجليزية: Vana-Koiola)‏ هي قرية تقع في إستونيا في Laheda Parish.